# Третьи партии
«Третьи партии» — название двух относительно крупных политических партий США помимо Демократической и Республиканской партий, реально формирующих двухпартийную политическую систему страны.
Иногда к третьим партиям относят и другие из 38 федеральных малых партий США (например, Социалистическую партию США), а также региональные партии на уровне своего штата. В истории существовали также другие более или менее значимые третьи партии.
В то время как две основные партии контролируют как Конгресс Соединённых Штатов, так и Законодательные собрания всех штатов, а также выигрывают президентские выборы и в большинстве случаев выборы губернаторов штатов и мэров городов, третьи партии, не считая некоторых региональных, влияния на политику на уровне федерации и регионов почти не оказывают. Лишь время от времени кому-нибудь из членов малых партий удаётся добиться избрания в Палату представителей или Сенат американского парламента и, как правило, небольшого представительства в штатах и мэриях. Основные третьи партии участвуют в президентских выборах, набирая в лучшем случае считанное число процентов голосов. Только в некоторых штатах существуют третьи партии, пользующиеся некоторым реальным влиянием на региональную политику, например, Вермонтская прогрессивная партия.
Также эти партии имеют сложности с финансами, что не позволяет конкурировать с двумя основными партиями США.

## История
После фактического становления двухпартийной системы с середины XIX века две партии побеждают на президентских выборах с 1852 года и парламентских выборах с 1856 года. Практически все третьи партии добивались успеха в период всего одних выборов, а затем сходили на нет или поглощались основными партиями. За всё время президентских выборов только два раза (1860 и 1912) третьим партиям удавалось занять второе место по количеству выборщиков.
На президентских выборах с начала XX века маловлиятельные и в основном недолгоживущие «третьи» партии лишь эпизодически добивались хотя бы относительно значительных результатов: второе место, 27 % и 88 выборщиков в 1912 (Прогрессивная партия); 19 % и 0 выборщиков в 1992 (независимый Росс Перо); 17 % и 23 выборщиков в 1924 (Прогрессивная партия); 14 % и 46 выборщиков в 1968 (Независимая партия).
Однако есть свидетельства того, что эти партии могут оказывать серьёзное воздействие на результаты выборов. Так, например, выдвижение в 1912 году Теодора Рузвельта кандидатом от третьей партии (Прогрессивная партия) в период раскола в Республиканской партии отняло голоса у республиканцев и тем самым позволило демократу Вудро Вильсону быть избранным, хотя он и не набрал большинства голосов избирателей. На выборах 1992 года также не набравший большинства голосов демократ Билл Клинтон опередил республиканского конкурента в том числе благодаря наличию сильного третьего независимого кандидата Росса Перо. В 2000 году республиканец Джордж Буш-младший сумел, как многие считают, одержать победу благодаря тому, что кандидат «зелёных» Ральф Нейдер набрал 2,9 млн голосов (2,7 %), отобрав их у демократа Альберта Гора.
1910-е годы были временами конца т.н. «Четвёртой партийной системы» и «Прогрессивной эры» (англ. Progressive Era) и отличались высокой социальной активностью, также их можно назвать кризисом двухпартийной системы США. Кризис двухпартийной системы выразился в том, что кандидат третьей, прогрессивной партии Теодор Рузвельт получил на выборах больше голосов, чем одна из партий двухпартийной системы (республиканская), крайне редкий в американской политической практике случай. Но уже очень скоро оказавшаяся на выборах 1912 года второй (27 % против 42 % и 23 %) Прогрессивная партия вновь вошла в состав Республиканской.
Также начало XX века дало шанс стать реальной третьей силой в партийной системе США социалистической партии. На тех же выборах 1912 года, а также на выборах 1920 годах Социалистическая партия, включившая в предвыборную программу наиболее широкий спектр демократических требований, добилась своего крупнейшего успеха, когда за неё голосовало около 1 млн. избирателей. Но эта партия раскололась во время Первой мировой войны и утратила былое влияние.

## Современность
Начиная с 90-х годов XX века, опросы общественного мнения постоянно показывали высокий уровень поддержки со стороны населения концепции третьей партии, но не какой-либо одной из существующих третьих партий. На президентских выборах 1992 года олицетворявший идею третьей силы, независимый кандидат Росс Перо получил наивысший после 1912 года результат (около 19 % голосов, но ни одного выборщика). В период подготовки к выборам 2000 года, по данным одного из опросов, 67 % американцев выступали за наличие какой-либо сильной третьей партии, которая выдвигала бы своих кандидатов в президенты и на выборные должности в Конгрессе и штатах с целью соперничества с кандидатами Республиканской и Демократической партий.
Несмотря на различные проявления потенциальной поддержки третьей партии, есть серьёзные препятствия на пути избрания президентом, губернатором или сенатором кандидата от третьей партии. Помимо малого финансирования партий и практического отсутствия их представителей в национальном и региональных Конгрессах, самым значительным препятствием является опасение избирателей по поводу того, что они напрасно потеряют свои голоса. Как показывает практика, избиратели прибегают к стратегическому голосованию, меняя своё первоначальное решение и отдавая свои голоса не тем, кому бы им хотелось отдать их, а «меньшему из зол» среди демократов и республиканцев, когда понимают, что у кандидата от третьей партии нет шансов на победу. Хотя существует и такое явление, как голосование за кандидатов третьих партий в качестве протеста.
Кроме того, в случае победы на президентских выборах кандидаты третьих партий и независимые кандидаты столкнулись бы затем с обескураживающей проблемой. Таковой, конечно, является проблема управления — кадрового обеспечения администрации, а затем работы с Конгрессом, где господствующее положение занимают республиканцы и демократы, у которых были бы лишь ограниченные стимулы сотрудничать с президентом, представляющим не основную партию.

### Доступ к выборам
Демократическая и Республиканская партии имеют почти во всех законодательных собраниях штатов значительные фракции, набирают более 30 % на президентских выборах, имеют значительные местные организации. Это позволяет им выдвигать кандидатов на президентские, губернаторские и парламентские выборы. В то же время мелкие партии должны собирать подписи для выдвижения кандидатов.

### Статистика выступлений с 1990 (более 5 %)
| Штат              | # Губернаторские | # Сенатские | Всего# |
| ----------------- | ---------------- | ----------- | ------ |
| Аляска            | 4                | 3           | 7      |
| Аризона           | 1                | 2           | 3      |
| Арканзас          | 0                | 1           | 1      |
| Колорадо          | 1                | 0           | 1      |
| Коннектикут       | 2                | 1           | 3      |
| Флорида           | 0                | 1           | 1      |
| Гавайи            | 1                | 0           | 1      |
| Айдахо            | 1                | 0           | 1      |
| Иллинойс          | 1                | 0           | 1      |
| Индиана           | 0                | 2           | 2      |
| Канзас            | 1                | 1           | 2      |
| Кентукки          | 1                | 0           | 1      |
| Луизиана          | 1                | 0           | 1      |
| Мэн               | 6                | 1           | 7      |
| Массачусетс       | 2                | 2           | 4      |
| Миннесота         | 4                | 4           | 8      |
| Миссисипи         | 0                | 1           | 1      |
| Нью-Гэмпшир       | 1                | 0           | 1      |
| Нью-Джерси        | 1                | 0           | 1      |
| Нью-Мексико       | 2                | 0           | 2      |
| Нью-йорк          | 2                | 0           | 2      |
| Огайо             | 0                | 2           | 2      |
| Оклахома          | 3                | 2           | 5      |
| Орегон            | 1                | 1           | 2      |
| Пенсильвания      | 2                | 0           | 2      |
| Род-Айленд        | 3                | 0           | 3      |
| Южная Каролина    | 0                | 1           | 1      |
| Техас             | 1                | 0           | 1      |
| Юта               | 1                | 1           | 2      |
| Вермонт           | 3                | 2           | 5      |
| Виргиния          | 0                | 2           | 2      |
| Западная Виргиния | 1                | 0           | 1      |
| Висконсин         | 1                | 0           | 1      |

## Партии
Основные третьи партии США:
- Либертарианская партия. Основана в 1971 году. Придерживается идеологии либертарианства и классического либерализма. На 2024 год партия насчитывала 737 тысяч членов[2]. Принимала участие в десяти президентских выборах с 1972 по 2008 годы; наибольшего успеха добилась на выборах 2016 года, получив 3 924 148 голосов; наименьшего — на выборах 1972 года, получив 3 тысячи голосов.

- Партия зелёных. Официальной датой основания принято считать 2001 год, неофициальной — 1984 год. Придерживается идеологии «зелёной политики», социал-демократии, популизма и прогрессивизма. На 2024 год партия насчитывала 249 тысяч членов[3]. Принимает участие в президентских выборах с 1992 года; наибольшего успеха добилась на выборах 2000 года, получив 2,8 млн голосов; наименьшего — на выборах 2004 года, получив 119 тысяч голосов.

Среди губернаторов последних двадцати пяти лет известны члены Партии реформ и её отделения — Партии независимости Миннесоты (представитель губернатора занимал место в сенате девять недель), Партии независимости Аляски, Партии Коннектикута. Мэр Нью-Йорка Блумберг в 2009 был избран, как представитель коалиции Республиканцев и Консерваторов, причём демократы набрали больше республиканцев. Некоторые представители зелёных возглавляют города в Калифорнии.